# جفری گیتومر
جفری گیتومر (به انگلیسی: Jeffrey Gitomer)؛ زادهٔ ۱۱ فوریهٔ ۱۹۴۶) نویسنده امریکایی، سخنران حرفه ای و مربی کسب و کار است که در زمینه  فروش، وفاداری مشتری و توسعه شخصی به صورت بین‌المللی فعالیت می‌کند.

او در همین زمینه سخنرانی‌های زیادی نموده و تألیفاتی نیز داشته‌است.

گیتومر به همراه خانواده اش در شارلوت، کارولینای شمالی زندگی می‌کند.

## تحصیلات
گیتومر در دانشگاه تحقیقاتی وابسته به دولت، بنام «معبد» (به انگلیسی: Temple University or TU) حضور داشت، اما پس از پایان اولین سال تحصیلی، برای حضور در «مؤسسه گوته» در برلین، دانشگاه معبد را ترک کرد و به کشور آلمان رفت.

گیتومر در مصاحبه ای با مجله تایم در مورد تحصیلات دانشگاهی خود اینگونه اظهار نظر می‌کند: «من شش سال نبودم. اما تمام برنامه‌های تحصیلی را به‌طور کامل، با موفقیت به پایان رساندم».

ناظر شارلوت در مقاله ای تحت عنوان نامه هارون در دستانش تاریخ است او را اینطور توصیف می‌کند: «او امروز یک استاد دانشگاه است که امپراتوری فروش را اختراع کرده‌است»

## تالیفات و آثار
گیتومر تاکنون سیزده کتاب در خصوص موفقیت فروش منتشر نموده‌است.
- بهترین فروشنده، نیویورک تایمز
- فروش کتاب مقدس[۳]
- کتاب طلایی نحوه برخورد در خرده فروشی[۴]
- عنوان‌های موفقیت‌آمیز
- کتاب قرمز مسابقه خرده فروشی «این کتاب بیش از پنج میلیون نسخه در سراسر جهان به فروش رسیده و به ۱۴ زبان زنده دنیا ترجمه شده‌است. همچنین توسط کارشناسان انتشارات و کسب و کار، جک کاور به (به انگلیسی: Jack Cover) و تاد ساتستستن، (به انگلیسی: Todd Sattersten) در ردیف ۱۰۰ کتاب برتر جذب مشتری برای فروش، و کسب و کار تمام وقت انتخاب شده‌است».[۵]

تاکنون همه عناوین و آثار گیتومر در سایت آمازون به ثبت رسیده و مجموعه کتاب‌های او در فهرست بزرگترین فروشندگان در سراسر آمریکا با بیش از ۷۵۰ فروش همزمان ظاهر شده‌است. «گیتومر حق تألیف قانونی خود را ثبت نموده و سبک پرباد خود را به بهترین کتاب‌های پرفروش تبدیل کرده‌است.»

در ۱۶ سپتامبر ۲۰۰۶ چهار عنوان از آثار گیتومر تحت عنوان تنها نویسنده تجاری تاریخ نشریه که آثارش به‌طور همزمان در صدر فهرست وال استریت ژورنال به نمایش درآمد، مطرح شد.
- گیتومر همچنین در سه عنوان دیگر از آثارش، با نویسندگانی همچون ران زیموک، جورج دینکین و نیکیتا کولوف همکاری کرده‌است.

دیوید دورزی یکی از نویسندگان آمریکائی، در وال استریت ژورنال می‌نویسد: «آنچه که در مورد کتابهای آقای گیتومر بسیار مهم است، مبنای اخلاقی آنهاست. موفقیت برای او از قلبش آغاز می‌شود. او به ما یادآوری می‌کند که بازاریابی با فروش بالا، به معنای فروش به هر قیمت، نیست؛ او مشکلات را حل می‌کند و به مشتریان لبخند می‌زند، در حالی که چیزی که واقعاً نیاز دارند را به آنها عرضه می‌کند. اگر می‌خواهید بهترین فروشنده باشید، ابتدا باید بهترین فرد باشید.»
- گیتومر همچنین یک ستون از نشریه سندیکا را در اختیار دارد که در نشریات تجاری آمریکا و اروپا منتشر می‌شود.
- او همچنین به صورت هفتگی در انتشارات حراجی "کافئین" «Sales Caffeine»، و یک مجله چند رسانه ای الکترونیکی آنلاین multi-media e-zine (online magazine) را منتشر می‌کند که به صورت بین‌المللی، بین ۲۵۰٬۰۰۰ مشترک توزیع می‌شود.

Wayback Machine"

## سخنرانی‌ها
گیتومر در ۱۹ سال گذشته، به‌صورت سالانه بیش از ۱۰۰ سخنرانی، از جمله سمینارهای عمومی و شرکتی، جلسات فروش سالیانه و سخنرانی‌های آموزشی و انگیزشی ارائه کرده‌است.

سخنرانی‌های گیتومر در آمریکای شمالی، آمریکای جنوبی، اروپا، آسیا، و استرالیا برگزار می‌گردد. تالار سخنرانی او، در ۴ اوت ۲۰۰۸، در کنوانسیون سخنرانان ملی در نیویورک، افتتاح شد.

معروف‌ترین مشتریان گیتومر، کوکا کولا، کاترپیلار، آدکو، بی ام و، هتل کیمپتون، هیلتون، اچ پی، مقامات ورزشی و مراقبتهای بهداشتی و کتابخانه‌ها و مجریان کسب و کار، شرکتها و بسیاری دیگر هستند.

## آموزش آنلاین
جفری گیتومر، آکادمی آنلاین آموزشی خود را نیز ایجاد کرده و آموزش آنلاین در رشته‌های فروش، وفاداری مشتری و توسعه شخصی را فراهم نموده‌است.

## ستایش‌ها
سبک شخصی گیتومر تا حدودی بحث‌برانگیز است، و به‌طور کلی او واکنش‌های مثبت و منفی بسیای نسبت به کار خود را به عنوان نویسنده، سخنران و آموزگار دریافت کرده‌است.

"تاد هورتون «Todd Horton»" در مورد او می‌نویسد: "به عنوان بزرگترین سازنده ساختمانی، ما رشد فروش خود را افزایش داده‌ایم، وفاداری مشتریان ما افزایش یافته‌است، و تعهد مردم ما به عنوان یک نتیجه از سبک منحصر به فرد «جفری گیتومر»، بذله گوئی‌ها و ایده‌های بزرگ همراه با فروش واقعی در جهان است.

"اد بیکر «Ed Baker»"، "ناشر ادل کرونیکل آتلانتا"، اظهار داشت: «جفری گیتومر» دوز بالای انرژی، (و واقعیت فروش) است که نمی‌توانید همانند او را در جای دیگری پیدا کنید. او واقعاً به مردم کمک می‌کند.

## جدال بحث‌برانگیز با خطوط هوایی آمریکا
گیتومر در ماه نوامبر سال ۲۰۰۳ به عنوان اولین مسافر آمریکائی، بعلت یک شکایت تحت عنوان سوءاستفاده کلامی، از پرواز با هواپیماهای آمریکائی ممنوع شد.

او در اکتبر سال ۲۰۰۴، به‌طور بی سر و صدا به عنوان یک مسافر عادی سوار هواپیما شده بود که بازگردانده شد،

او تجربیات و پیامدهای مثبت را ثبت کرده بود و تمام مایل‌های پرواز مکرر خود را بازسازی کرد.

پس از ادغام و تغییر نام هواپیمایی آمریکایی، در حال حاضر، «جفری گیتومر» تنها مسافر آمریکائی است که تاکنون در آمریکا از استفاده از خطوط هوائی آمریکا، منع شده‌است.

## افتخارات و جوایز
- جایزه Audie 2009 برای کتاب قرمز کوچک فروش به عنوان بهترین عنوان کسب و کار و عنوان آموزشی سال.[۲۰]
- جایزه یادگیری و عملکرد در محل کار، و راه حل فروش2008 ASTD Award for Excellence.[۲۱]
- برنده مدال طلا در فروش برای مفاهیم وفاداری مشتری و جایزه 2008 IPPY Axiom Book Award.[۲۲]
- جایزه یکی از ۱۴۶ عضو زنده تالار سخنرانان CPAE 2008 انجمن ملی سخنرانان آمریکا.[۲۳][۲۴]
- جایزه کتاب برجسته «کتاب دستیابی به موفقیت کسب و کار» برای کتاب قرمز قرمز فروش.[۲۵]
- جایزه افتخارات حرفه‌ای ۱۹۹۷ توسط انجمن ملی سخنرانان CSP.[۲۶][۲۷][۲۸]